# Dark Void (videogioco)
Dark Void è un videogioco sviluppato da Airtight Games e pubblicato da Capcom con l'Unreal Engine 3 per Xbox 360, PlayStation 3 e Microsoft Windows. Nel gioco il giocatore affronta alieni che minacciano l'umanità che li aveva precedentemente banditi. Il gioco mescola combattimento terrestre con quello aereo.

## Trama
Il gioco inizia in un campo d'aviazione del 1938 dove sta per decollare un pilota di aerei da trasporto di nome William Augustus Grey, prima di partire gli si avvicina Ava, un'amica che non vedeva da anni, desiderosa di un passaggio. Ava si imbarca insieme a Will  ed entrambi sorvolano il Triangolo delle Bermuda. Tuttavia il loro aereo viene risucchiato all'interno di una tempesta, precipita ed essi perdono i sensi. Più tardi si risvegliano all'interno di una giungla tropicale. Ma qui fanno i primi incontri con le Sentinelle, esseri aggressivi all'apparenza semi-robot/sintetici. Scoprono che la giungla non è quella del Centro-America, ma che effettivamente sono all'interno di un universo parallelo, chiamato Vuoto o Dark Void, e che le Sentinelle sono confinati all'interno dello stesso, ma desiderano uscirne per conquistare anche la Terra di Will e Ava. Oltre alle misteriose creature trova anche altri umani chiamati Sopravvissuti, che lottano contro la dominanza dei Guardiani, che hanno reso succube l'umanità e vogliono essere trattati come dei. Will si unisce alla resistenza, e viene anche equipaggiato con un jet pack costruitogli da Nikola Tesla, che aiuterà il protagonista contro le armi e le navi delle Sentinelle. Will combatterà con Ava e Atem (un sopravvissuto) contro le Sentinelle, fino a scoprire di essere la "chiave" per chiudere il passaggio tra il Vuoto e la sua terra.

## Modalità di gioco
Il gioco usa una nuova forma di "Vertical Cover System", così come il classico sistema di copertura.
Il giocatore all'inizio avrà solo un hover pack, e più avanti un jetpack, permettendo al giocatore una rapida transizione tra sparatutto tradizionale e volo. Inoltre è stato annunciato che tutto ciò che verrà sbloccato nella prima partita potrà essere trasferita nelle nuove giocate.

## Colonna sonora
La colonna sonora di Dark Void è stata composta dal compositore di Battlestar Galactica, Bear McCreary, facendo del gioco il suo debutto nel mondo dei videogiochi.